# Pince - Marof
Pince Marof (madžarsko Pincemajor) je vas v Občini Lendava. Je najbolj vzhodno naselje v Sloveniji. Kraj je opredeljen kot območje, kjer avtohtono živijo pripadniki madžarske narodne skupnosti in kjer je poleg slovenščine uradni jezik tudi madžarščina. Je sedež krajevne skupnosti Pince Marof - Benica, ki združuje vasi, kjer so v 20. letih 20. stoletja naselili primorske begunce, ki so takrat prišli pod Italijo.